# Мхи (Великопольське воєводство)
Мхи (пол. Mchy) — село в Польщі, у гміні Ксьонж-Велькопольський Сьремського повіту Великопольського воєводства.
Населення — 665 осіб (2011).
У 1975-1998 роках село належало до Познанського воєводства.

## Демографія
Демографічна структура станом на 31 березня 2011 року:
|          | Загалом | Допрацездатний вік | Працездатний вік | Постпрацездатний вік |
| -------- | ------- | ------------------ | ---------------- | -------------------- |
| Чоловіки | 333     | 76                 | 232              | 25                   |
| Жінки    | 332     | 70                 | 196              | 66                   |
| Разом    | 665     | 146                | 428              | 91                   |